# Keisuke Sekiguchi
Keisuke Sekiguchi (født 4. november 1986) er en tidligere japansk fodboldspiller.
Han har spillet for flere forskellige klubber i sin karriere, herunder Fagiano Okayama.